# Manchester Square
Manchester Square est une place de Londres, située dans le quartier de Marylebone.

## Situations et accès
Cette petite place se situe à proximité et au nord d’Oxford Street.
Les stations de métro les plus proches sont Bond Street, desservie par les lignes  Central  Jubilee, et, un peu plus loin, Marble Arch, où circulent les trains de la ligne  Central.

## Origine du nom

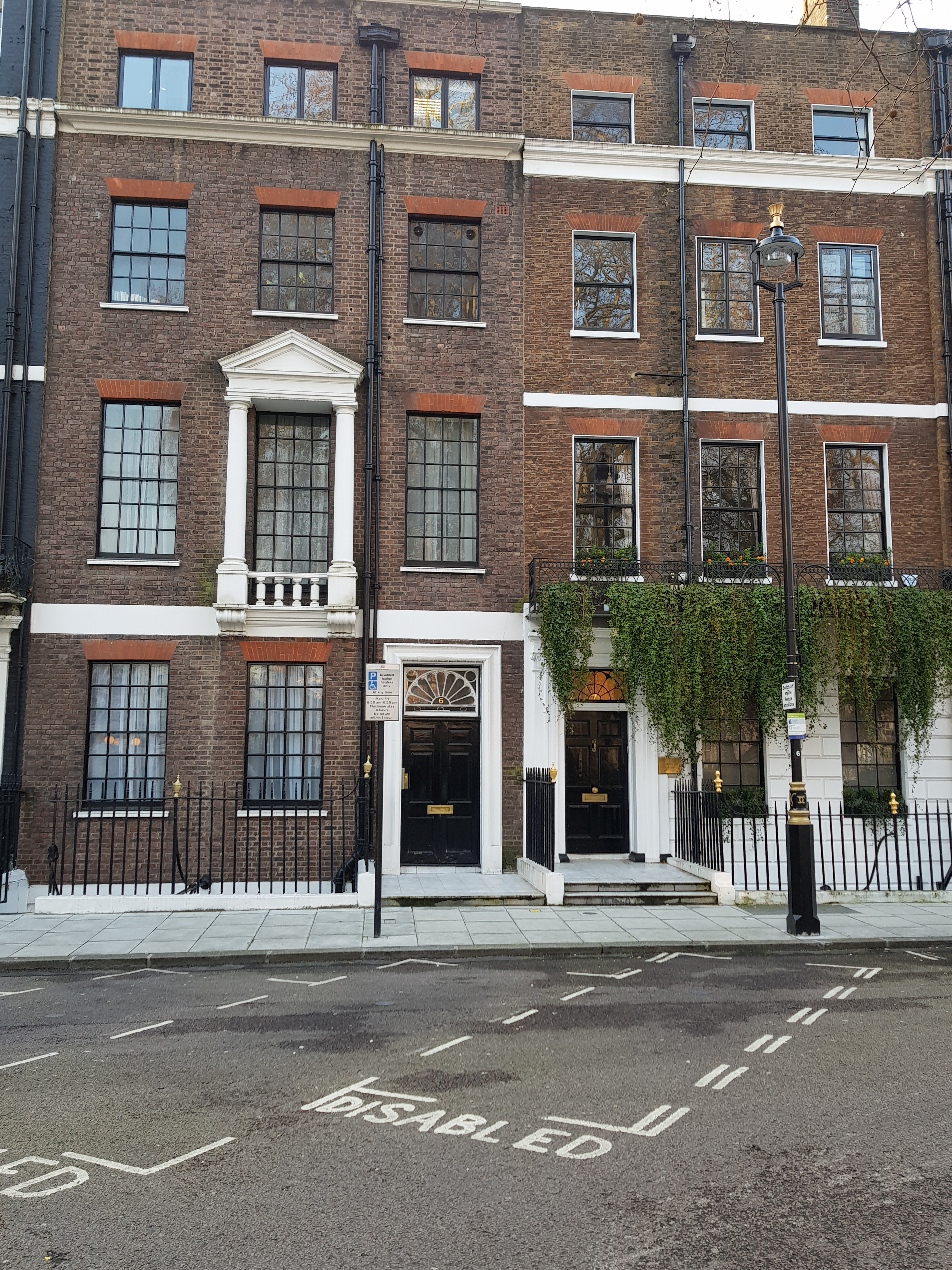
Manchester Square, côté sud-est.

La place doit son nom au quatrième duc de Manchester (1737-1788) .

## Historique
La place est dessinée à la fin du XVIIIe siècle. C’est l’une des places de style georgien les mieux conservées du centre de Londres.

## Bâtiments remarquables et lieux de mémoire
- Hertford House, maison qui abrite aujourd’hui la Wallace Collection.